# Ульчі
У́льчі (самоназва нані «місцеві люди», що є спільною для низки народів Приамур'я; застаріла російська назва — ольчі / рос. ольчи) — малочисельна тунгусо-маньчжурська народність Приамур'я (Росія).
Етнонім ульчі прийнято з 1926 року, у пізніший час функціонує як автонім.

## Територія проживання та чисельність

Ульцький район Хабаровського краю Росії — осн. р-н проживання ульчів

Ульчі населяють райони нижньої течії р. Амур, зокрема, Ульцький район Хабаровського краю Росії. Живуть у декількох (9) національних і напівнаціональних поселеннях. В недалекому минулому окремі ульцькі родини проживали на о-ві Сахалін.
Чисельність російських ульчів за даними переписів 1896—2002 рр. (Російської імперії — ульчі рахувалися як ольчі; СРСР; Росії):
| Рік  | Чисельність, осіб |
| ---- | ----------------- |
| 1896 | 1455              |
| 1926 | 1414              |
| 1959 | 2055              |
| 1970 | 2448              |
| 1979 | 2552              |
| 1989 | 3233              |
| 2002 | 2913              |

За даними перепису чисельності населення Росії 2002 року кількість ульчів склала 2913 осіб.
Після розпаду СРСР в Україні за даними перепису населення 2001 року виявилось, що в країні проживало 76  ульчів, з числа яких тільки 5 осіб (бл. 7%) вказали ульцьку як рідну мову, тоді як українську такою назвали 8 осіб, решта — іншу, переважно російську (43 особи).
Таким чином загальна чисельність ульчів у світі становить бл. 3 тис. осіб.
Чисельність ульчів у СРСР/Росії

## Антропологія, мова і релігія
В антропологічному плані ульчі є представниками байкальського антропологічного типу північно-азійської раси, з незначною домішкою амуро-сахалінського типу, що пояснюється їхніми тривалими етнічними контактами з нивхами.
Мова ульчів належить до південної (амурської) гілки тунгусо-маньчжурської мовної групи алтайської сім'ї мов. Разом з нанайською і орокською, ульцька мова містить релікти давньоалтайської лексики, що уможливлює припущення про автохтонність і давність проживання ульчів у Приамур'ї. Ульцька мова має писемність на кириличній графічній основі.
Ульчі традиційно є шаманістами, номінально з кін. XIX ст. — православні християни.

## Етнічна історія

Ульцький шаман, кін. XIX — поч. XX ст.ст.

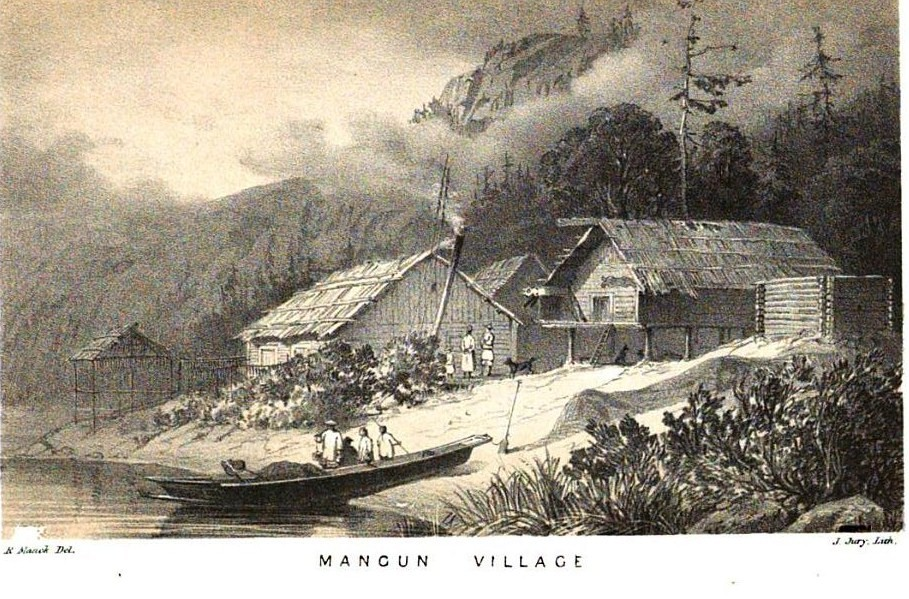
Ульцьке село, середина XIX ст.

В етногенезі ульчів виділяють різноманітні компоненти — нанайський, тунгуський (евенкійський) і навіть сахалінський — нивхсько-айнський.
Ульчі вели осілий образ життя, історія їхнях деяких поселень нараховує десятки і навіть сотні років. Для ульчів притаманний значний рівень інтегрованості з ін. народами Приамур'я. Змішаний в етнічному плані характер поселень мав вплив на підвищену значимість сусідських зв'язків.
Значний вплив з 2-ї пол. 2-го тисячоліття на ульчів, як і на решту народів Приамур'я мали маньчжури.
До XVIII ст. належать перші згадки в російських джерелах про ульчів (під ім'ям нгаткі і лонкі за назвами родів). Ці згадки про ульчів, як і про ін. народи, пов'язані зі спробами обкласти ясаком приамурців.
З сер. XIX ст. Приамур'я ввійшло до складу Російської імперії. Відтоді росіяни та українці починають селитися на Приамур'ї, закладаючи поселення поряд з ульцькими. Налагодження контактів з прибулим населенням мало, перш за все, побутове і економічне значення — нові знаряддя праці, нові види діяльності (провідництво, ізвоз), привнесення товарних відносин у традиційні галузі господарства (рибальство і полювання).
Лише з 80-х рр. XIX ст. зроблені спроби просвітництва і християнизації (невдалі) ульчів. Зокрема, засновано декілька однорічних церковно-приходських шкіл, в яких навчались ульцькі діти, що вже на поч. ХХ ст. припинили своє існування.
Для етноконсолідації ульчів велике значення мали організація Ульцького району в складі Хабаровського краю (1933) і створення писемності для ульцької мови у 1970-80 рр..

## Господарство і соціальні інститути
Основне традиційне заняття ульчів — рибальство (кета, горбуша, осетрові) за допомогою сітей, заїздків, острог тощо. Велике значення у господарстві мали також полювання, особливе морське — на нерпу, сивуча, тюленя з використанням гарпунів, та лісове (тайгове) — на лосів, оленів, ведмедів, хутрових звірів за допомогою луків, різного роду пасток і самострілів.
За засоби пересування правили собачі нарти, лижви (для полювання по насту і повсякденні — з хутряною підклейкою), човни (дошкові, пласкодонки, багатомісні, востроносі — для рибалки; довбанки, берестяні — переважно під час морського полювання).
До поч. XX ст. у суспільному житті ульчів значну роль відігравали традиційні родові інститути, основні функції яких полягали у в регулюванні шлюбних відносин, реалізації норм родової взаємодопомоги тощо.

## Матеріальна і духовна культура

### Матеріальна культура

Зимове житло ульчів

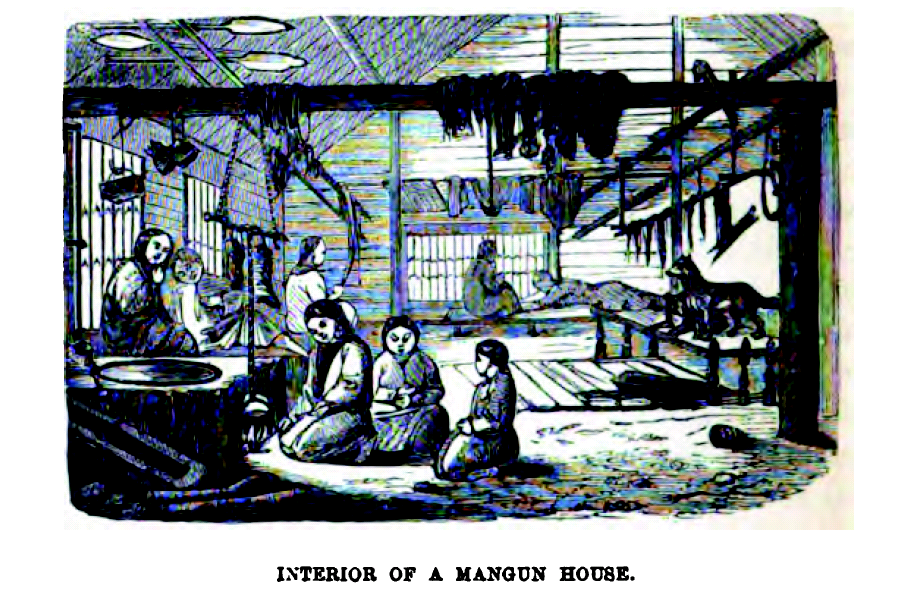
Інтер'єр будинку ульчів 1854-60 рр.

Зимове житло ульчів — доволі великий дім з колод на декілька сімей, оалюваний двома вогнищами. Вздовж стін розміщались нари-кан. Літнім житлом були хатинки з кори або й дім на маньчжурський лад фанза, у промисловиків — різноманітні курені.
Традиційний чоловічий і жіночий одяг — халати покрою кімоно, найчастіше тканяні або замшеві, зимові — на ватяній підкладці хукту), святкові — подеколи суціль вишиті й оздоблені аплікацією. Виготовлялись також арми — одежина з риб'ячої шкури, ровдуги, взимку — хутряні кожухи. Під халатом носили штани, ногавиці (з тканини, на ваті, з риб'ячої шкури, ровдуги), нагрудник (чоловічий — малий хутряний, жіночий — подовжений, гаптований бісером, металевими бляхами). З іншого одягу — чоловічі спідниці з нерп'ячих шкур, мисливські фартухи і куртки з лосячих шкур, святкові орнаментовані накидки і фартухи, невеликі хутряні шапочки, що носили з тканяними шоломами тощо. Одяг (особливо жіночий) прикрашався хутряною мозаїкою з окрайків собачого, лисячого або білячого хутра, оленячого волосся тощо.
Взуття ульчів — на кшалт черевиків з окремими пришиваними халявами, з ровдуги, камусів; другий тип — з окремо викроєним верхом зі шкури риб, нерпи або сивуча, зазвичай, багато оздоблені.
В ульцькій традиційній кухні переважали страви з риби. Її вживали в сирому, вареному, смаженому, в'яленому, печеному, сушеному, мороженому вигляді. Спіймавши великого осетра, з'їдали лише невелику частину, більша частина йшла на виготовлення юколи, яка мала стратегічне значення. Ще одна рибна страва, яку заготовляли про запас, — септула́ являла собою кашу з товченої смаженої риби.

### Духовна культура
Жанри ульцького фольклору включають космогонічні міфи, перекази і казки про духів, історії про тварин, чарівні оповідки, історичні перекази і легенди, закадки, прислів'я та приказки.
З музичних інструментів найхарактернішими є прості однострунні скрипки, малі сопілки і свищики, залізні і дерев'яні варгани.
Традиційна ідеологія ульчів, як і решти народів Приамур'я виражена шаманізмом. Поряд з цим велику роль в суспільному житті ульчів відігравала система культів: промислового, сімейних, предків.

## Виноски
1. ↑  Про ульчів на сайті Комітету Ради Федерації Росії у справах Півночі і малочисельних народів(рос.)
2. ↑  Всеукраїнський перепис населення 2001 року / Національний склад населення, громадянство / Розподіл населення за національністю та рідною мовою[недоступне посилання](укр.)[недоступне посилання з липня 2019]